# S/2019 S 1
S/2019 S 1 és un satèl·lit natural de Saturn. El seu descobriment va ser anunciat per Edward Ashton, Brett J. Gladman, Jean-Marc Petit i Mike Alexandersen el 16 de novembre de 2021 a partir d'observacions de l'Observatori de Canadà, França, Hawaii preses entre l'1 de juliol de 2019 i el 14 de juny de 2021.
S/2019 S 1 té uns 5 quilòmetres de diàmetre i orbita Saturn a una distància mitjana d'11.2 milió km (7.0 milió mi) en 443,78 dies, amb una inclinació de 44° respecte a l'eclíptica, en direcció prograda i amb una excentricitat. de 0,623. Pertany al grup inuit de satèl·lits irregulars prògrads i es troba entre els satèl·lits irregulars més interns de Saturn. Pot ser un fragment de col·lisió de Kiviuq i Ijiraq, que comparteixen elements orbitals molt similars.
L'òrbita excèntrica d'aquest satèl·lit l'apropa a més d'1.5 milió km (0.93 milió mi) a Jàpet diverses vegades per mil·lenni.